# Hanstedt (Nordheide)
Hanstedt ist eine Gemeinde im Landkreis Harburg in Niedersachsen.

## Geografie

### Geografische Lage
Die Gemeinde Hanstedt liegt mit ihren verschiedenen Ortsteilen am nördlichen bis östlichen Rand des Naturschutzgebietes Lüneburger Heide. Die östlich gelegenen Ortsteile sind komplett oder nahezu komplett eingeschlossen vom Landschaftsschutzgebiet Garlstorfer Wald und weitere Umgebung. Hanstedt ist gleichzeitig Verwaltungssitz der Samtgemeinde Hanstedt mit den zugehörigen Gemeinden Asendorf, Brackel, Egestorf, Hanstedt, Marxen und Undeloh.

### Nachbargemeinden
- Asendorf
- Marxen
- Brackel
- Toppenstedt
- Garlstorf
- Egestorf
- Undeloh
- Buchholz in der Nordheide
- Jesteburg

### Gemeindegliederung
Zur Gemeinde Hanstedt gehören die Ortsteile Hanstedt, Nindorf am Walde, Ollsen, Quarrendorf, Schierhorn und Weihe sowie die Gehöfte Hansenbarg, Höpen und Royberg.

## Geschichte

### Ersterwähnung
Hanstedts erstmalige Erwähnung wurde verschieden datiert. Im Raum standen die Jahre 850, 1070, 1155 und 1252, wobei lediglich letztere Jahreszahl als gesicherte Angabe gelten kann. Sie stützt sich auf „die Urkunde Nr. 433 des Verdener Urkundenbuches“, in der „Honstede“ und weitere Orte der Villikation „Saltzenhusen“ im Verzeichnis des kleinen Zehnten aufgeführt sind. Der Name setzt sich aus einer früheren Form von altsächsisch hoh (hoch) und dem im Siedlungsraum der Altsachsen weit verbreiteten Suffix -stedt zusammen. Die Bedeutung ist etwa hohe Siedlung. Es ist noch die voralthochdeutsche Variante von hoch nämlich *hauh, germanisch *hauhaz im a-Stammvokal reflektiert.

### Eingemeindungen
Am 1. Juli 1972 wurden die Gemeinden Nindorf, Ollsen, Quarrendorf und Schierhorn eingegliedert.

## Politik

### Gemeinderat
Aufgrund der Einwohnerzahl ist der Gemeinderat Hanstedt nach NKomVG (Niedersächsisches Kommunalverfassungsgesetz) mit 17 Ratssitzen ausgestattet.
Gleichwohl startete der Gemeinderat Hanstedt 2011 nur mit 15 Ratsmitgliedern, weil sowohl bei der SPD als auch bei den Grünen Ratsmandate aus der Liste nicht besetzt werden konnten. Kurz nach Beginn der Ratsperiode verstarb dann noch unerwartet der Einzelbewerber Riebesehl, so dass ab dem Jahr 2013 nur noch 14 Ratsmitglieder die Geschicke der Gemeinde lenkten. Seit der Kommunalwahl am 11. September 2016 besteht der Gemeinderat wieder aus 17 Personen.
Nach der Kommunalwahl am 21. September 2021 ist der Rat wie folgt zusammengesetzt:
| Wahljahr | CDU | UNS* | Grüne | SPD | FDP | Einzel | Gesamt   |
| 2021     | 6   | 5    | 2     | 2   | 2   | 0      | 17 Sitze |

* Unabhängige Nordheide Stimmen **2021: Rossella Leonforte

### Bürgermeister
Im Ende November 2021 löste Herr Gunnar Hofmeister (FDP) als neuer Gemeindebürgermeister Herrn Gerhard Schierhorn (UNS) nach zehnjähriger Amtszeit ab, der 2021 nicht mehr zur Wahl angetreten war.
Bürgermeister der Samtgemeinde Hanstedt und Gemeindedirektor ist Olaf Muus.

### Wappen
Auf Antrag erhielt die Gemeinde am 2. April 1951 das Recht auf ein „amtliches Wappen“.
| Wappen von Hanstedt | Blasonierung: „Schild in Silber und Grün gespalten über rotem Schildfuß. Oben rechts eine rote Windmühle, links ein silberner halber Mann mit Bart, der auf der linken Seite einen Stein in beiden Händen hält. Im Schildfuß ein silberner Wellenbach“ |
| Wappen von Hanstedt | |

#### Die Wappenmotive im historischen und geographischen Kontext

##### Windmühle
Die dargestellte „historische“ Hanstedter Windmühle existiert heute so nicht mehr. Sie wurde 1892 erbaut und geriet am 9. Juni 1951 aus ungeklärter Ursache in Brand. Später wurde sie dann zum Wohnhaus umgebaut. Die ehemalige Ortsrandlage des Gebäudes auf einem Hügel östlich der Schmalen Aue ist durch die Wohnbebauung der angrenzenden Felder in Hanstedts Osten innerhalb der letzten Jahrzehnte mittlerweile kaum noch erkennbar. Allerdings erinnert nicht nur der Straßenname Mühlenweg neben dem Hanstedter Wappen auch heute noch an die ehemalige Hanstedter Windmühle, sondern auch der Name des angrenzenden Baugebietes: Mühlenberg.

##### Wellenbach
Bei dem dargestellten Wellenbach handelt es sich um die Schmale Aue, einen kleinen Flusslauf, der Hanstedt von Süden nach Norden durchfließt und der zwischen Jesteburg und Marxen in die Seeve mündet.

##### Riese Bruns
Die Sage vom Riesen Bruns
Bei dem auf dem Wappen dargestellten Mann handelt es sich um den Riesen Bruns bzw. „Brunse“, der gemäß der erstmals 1836 von der Pastorentochter Charlotte Kregel in Gedichtform im Hanstedter Gemeindeblatt unter dem Titel „Der Riese Bruns von Hanstedt“ veröffentlichten Sage aus Wut über den Verlust seiner Tochter im Zuge der Christianisierung mittels einer Schleuder einen riesigen Felsbrocken auf das erste Hanstedter Gotteshaus wirft, um dieses zu zerstören – was ihm der von „Christenpriestern abgewandelte[n] […] Sage“ nach misslingt und letzten Endes in eine Bekehrung des Riesen und seiner Frau zum Christentum durch den Bischof Ansgar mündet und ihrer Taufe in der Schmalen Aue. Vorausgegangen ist diesem Racheakt der Selbstmord der Tochter des Riesen, die als Priesterin und Drude der „Göttin Holda (Frau Holle)“ gedient hat und als „Schutzgeist und freundliche Helferin der Kinder“ gegolten hat. Sie hat es nicht verwinden können, die Fällung der den eigenen (und aus christlicher Sicht heidnischen) Göttern geweihten Eiche in einem heiligen Hain mitansehen zu müssen, die zum Bau des hölzernen Kirchturms des ersten Hanstedter Gotteshauses verwendet worden ist, und habe sich selber, wie es in der von Heinrich Schulz festgehaltenen Fassung der Sage aus dem Munde des den Verlust seiner Tochter beklagenden und auf Rache sinnenden Riesen weiter heißt, „nach achtzehn langen Wochen, die sie sich quälte in grimmer Pein,“ den Tod gegeben.
In der 2006 im Hanstedter Feuerwehrbuch 1906–2006 im verkürzten Wortlaut abgedruckten Fassung der Sage kommt die Tragik des Suizides der Riesentochter als Motiv des Riesen für seinen Angriff auf das Hanstedter Gotteshaus und die neue Glaubensrichtung, die seine Tochter in den Selbstmord getrieben hat, nicht mehr vor:

„Als die Hanstedter ein Gotteshaus bekamen, ließen sich alle Leute des Kirchspiels taufen. Nur einer stand abseits und wollte nichts von der Kirche und der Heiligen Schrift wissen. Es war der gewalttätige Riese Bruns, der mit Frau und Tochter auf dem Brunsberg bei Nindorf hauste.
In seinem Zorn versuchte der Riese, einen großen Felsen auf Hanstedt und seine Kirche zu schleudern.“

Auch hier endet die Sage, in der die Riesen ihre „Behausung“ nicht mehr „im Dickicht des Garlstorfer Urwaldes“ haben, sondern schon an dem Ort hausen, der erst nach dem Riesen benannt wird, in der Bekehrung durch den Bischof Ansgar. Nur lässt sich in dieser Fassung die gesamte „Riesenfamilie“ taufen. Während jedoch die Untat des Riesen, der in der eigentlichen Fassung der Sage als ein „Eiferer für den Glauben der Väter“ charakterisiert wird, somit ein doppeltes Motiv in dem durch den Akt der Christianisierung erlittenen Verlust seines Glaubens und seiner Tochter findet, erscheint der Riese Bruns in der neueren Fassung schlicht als gewalttätiger Riese, der sich dem Christentum – quasi ohne Grund – verweigert. Der zu Grunde liegende Konflikt zwischen alter und neuer Religion, der das Leben der Riesenfamilie einschneidend verändert, bleibt komplett ausgespart, und die Handlung der Sage wird letzten Endes derart beschnitten, dass sie keinen Hinweis mehr darauf enthält, dass der Vormarsch des Christentums auch Verlierer produziert – und dies sogar, obwohl diese Verlierer (wie in der Figur der Riesentochter) das Gute repräsentieren.
Urgeschichtliche und historische Bezüge der Sage
Ehrich Reins knüpft in seiner Monographie Das Undeloher Dorfbuch die bis um die Mitte des 19. Jahrhunderts lebendige Sage vom Riesen „Brunse“ an ein 1910 zerstörtes Ganggrab aus der Zeit um 2000 -3000 v. Chr., das sich am Nordhang des nach dem Riesen benannten Nindorfer Brunsberges befunden habe und das in der von Heinrich Schulz 1933 veröffentlichten Fassung der Sage als das Grab des Riesen und seiner Frau in seinen Ausmaßen genau beschrieben ist (und den realen Gegebenheiten entsprechend, sofern diese Beschreibung der der Pastorentochter Kregel gleicht) – nach der Taufe des Riesenehepaars hatte dieses, das seinen heimatlichen Wald nie wieder verlassen hatte, diese Begräbnisform für sich selbst „den Menschen im Tal [geboten]“. Real stamme dieses Ganggrab von den östlich der Schmalen Aue in der Jungsteinzeit angesiedelten Großsteingräberleuten. „Auf einen Riesen schloß das Volk aus der Größe des Grabmals.“ Für Reins hat die Gemeinde Hanstedt „das Gedenken an Brunse, der vermutlich letzter Führer der Großsteingrabmänner war, durch ein Bildnis in ihrem Gemeindewappen wachgehalten“, auch wenn der historische Kern der damit verbundenen Sage vom Riesen Bruns durch die Thematik der Christianisierung und den Bezug auf den Bischof Ansgar zeitlich mindestens mehr als 2000–3000 Jahre später einzuordnen ist. Durch das Thema Kirchenbau im Zuge der Christianisierung lässt sich die Sage einerseits als Geschichtssage klassifizieren, durch die gelieferte volkstümliche Erklärung der Herkunft des jungsteinzeitlichen Ganggrabes als Grab des Riesen und seiner Riesenfrau andererseits als ätiologische Sage. Schon in der Erstveröffentlichung der Sage 1836 sei jedoch „die alte Überlieferung verdrängt“ gewesen, denn die Pastorentochter Kregel habe die „Mär von der Bekehrung des Brunse […] durch Ansgar erfunden und in ihrer Naivität beides zusammengebracht“. Die von Reins in diesem Zusammenhang beklagte Weiterverbreitung der Sage „ohne jede Prüfung des tatsächlichen Sachverhaltes“ seit ihrer Erstveröffentlichung trifft somit ebenfalls die 1933 von Heinrich Schulz veröffentlichte Fassung, die demgegenüber nochmals leicht modifizierte Fassung von Wilhelm Marquardt aus dem Jahre 1963 – sprachlich überarbeitet wiederveröffentlicht im Jahr 2001 – sowie die 2006 im Hanstedter Feuerwehrbuch 1906–2006 abgedruckte Fassung, die derzeit als vorläufiger Endpunkt des Wandels der Sage vom Riesen Bruns anzusehen ist.
Der Riese Bruns in anderen Sagen
In einer Sammlung regionaler Sagen, Märchen und Anekdoten findet sich eine weitere, wenngleich auch nur kurze Erwähnung des Riesen Bruns: In der aus einzelnen Episoden bestehenden Geschichte „Vom Heidenstein, Teufelsstein, Hexenstein, und Blutstein zum Jesteburger Runenstein“, in der der Jesteburger Runenstein als Ich-Erzähler seiner „Lebensgeschichte“ auftritt, die ihm in jeder Episode einen neuen Namen beschert, ist es der Riese Bruns, der in der ersten Episode mit diesem aus den südsüdwestlich vom Ortskern gelegenen Hanstedter Bergen heraus geschleuderten Stein seinem verfeindeten Nachbarn in den Lohbergen den Kopf einschlagen will. Der einst in Skandinavien aufgewachsene Stein, der seit „ungefähr zweihunderttausend Jahren“ in den Hanstedter Bergen gelegen hat, erlangt – in den Lohbergen angekommen – dadurch den Namen Heidenstein, dass er dort „in heidnischer Zeit“ umtanzt wird, und dadurch, dass dort zur „Wintersonnenwendzeit“ bei ihm „immer ein großes Feuer“ gemacht wird. In dieser kurzen ersten Episode der Lebensgeschichte des Jesteburger Runensteins agiert der Riese Bruns im Unterschied zur eigentlichen Sage noch vor der Christianisierung, wird aber ähnlich gewalttätig dargestellt wie in der neueren Fassung der Sage während der Christianisierung, die im Hanstedter Feuerwehrbuch 1906–2006 abgedruckt ist. Als Steine werfender Riese entspricht die Figur des Riesen Bruns einem in Sagen weit verbreiteten Topos. So handelt z. B. auch die Sage „Die Riesen vom Riepshöfer Berg“ von zwei Riesen, die „einen dicken Steinbrocken aus der Heide mit einer Schleuder auf die Jesteburger Kirche“ werfen wollen, jedoch: Ihre Schleuder reißt – genauso wie die des Riesen Bruns bei seinem Angriff auf die Hansteder Kirche.
Der Riese Bruns und die gleichnamigen Berge
Die Sagenfigur Riese Bruns ist über ihre Eigenschaft als Wappenmotiv der Gemeinde Hanstedt Namensgeber für den Nindorfer Brunsberg, der nordöstlich des Hanstedter Ortsteils Nindorf liegt. Zwar befindet sich auch jenseits der heutigen Hanstedter Gemeindegrenzen ein weiterer gleichnamiger Berg in den Lohbergen, in die der Riese jenen Stein geworfen haben soll, der dort zum Heidenstein avanciert: der im Nordteil der Lohberge gelegene Brunsberg, dessen Gipfel sich in ca. 1,8 km Entfernung südöstlich der Dorfkirche von Sprötze befindet. Allerdings wird der Name des Berges bei Sprötze auf eine andere Begebenheit zurückgeführt, deren tragischer Protagonist ein junger Schafhirte namens „Bruns“ ist, der am Brunsberg seinen Tod fand.

#### Die Wappenmotive im Hanstedter Ortsbild

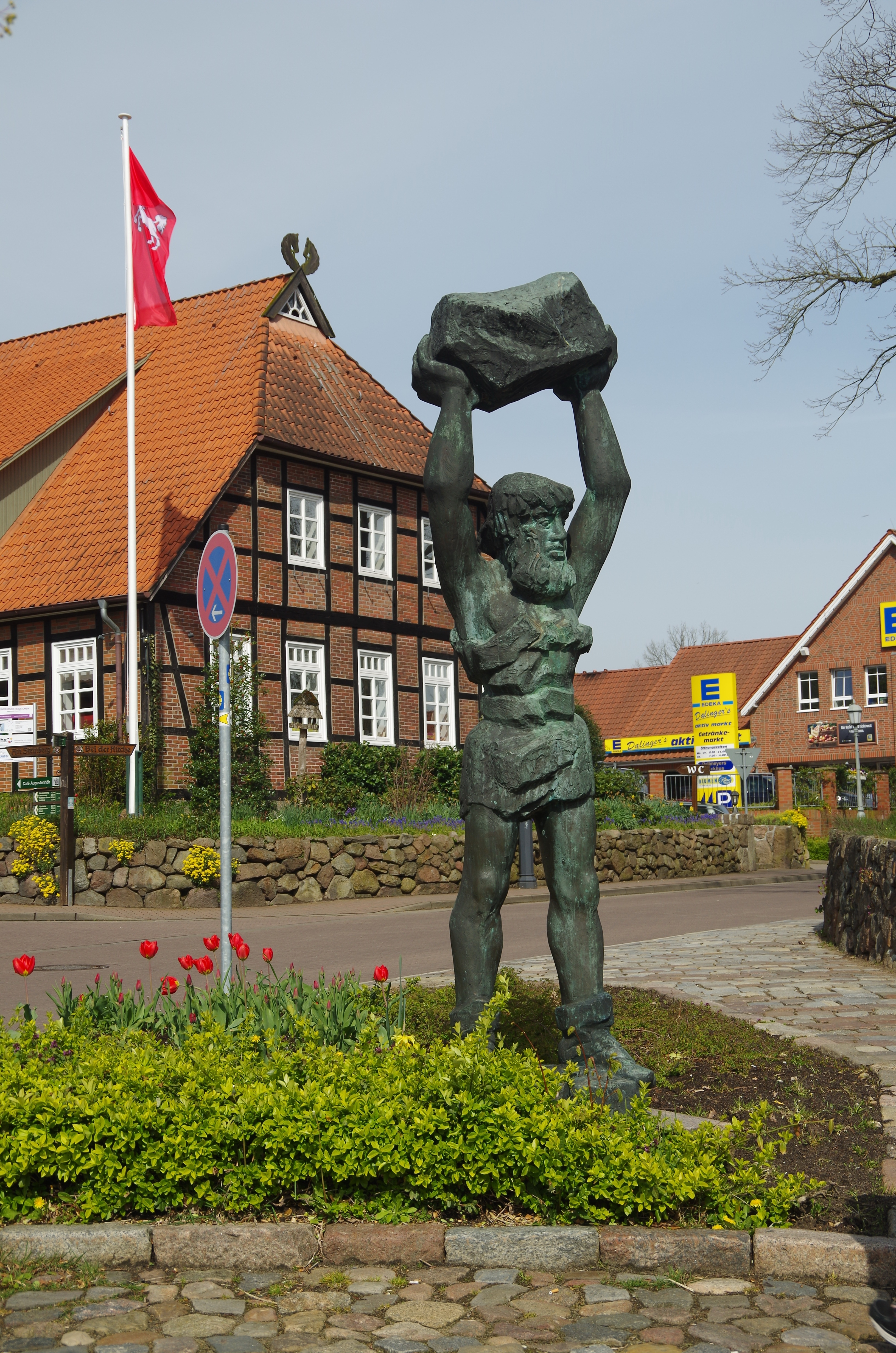
Bronzeplastik des Riesen Bruns auf dem Hanstedter Platz

Die Wappenmotive Riese Bruns, Windmühle und Schmale Aue sind in die Gestaltung des 1984 erbauten Hanstedter Platzes an der Südwestecke des Kirchhofes eingeflossen:
- der Riese Bruns in Form einer ihn darstellenden Bronzeplastik des Bildhauers Max Schegulla, die einen großen Stein mit über den Kopf ausgestreckten Armen zum Wurf erhebt. Mit Bezug des in der Sage überlieferten Steinwurfs auf die erste in Hanstedt erbaute Kirche[31] lässt sich festhalten, dass Standort und Ausrichtung der Plastik allerdings nicht der Sage nachempfunden sind: Die Richtung, in der der Riese den Stein an der jetzigen, 1882 neu erbauten Kirche[32] vorbei zu werfen droht, deutet ungefähr auf den südöstlich von Hanstedt gelegenen Brunsberg, also genau in jene Richtung, aus der der Riese Bruns den Stein das Sage nach auf das damalige Kirchgebäude geworfen haben soll. Eine vor dem Hintergrund der Konzeption des Hanstedter Platzes völlig abwegige Interpretation findet sich hingegen bei den Autoren der oben erwähnten regionalen Sagen-, Märchen- und Anekdotensammlung: Walter und Wilhelm Marquardt zufolge zeige die Plastik den Riesen, wie er „den Heidenstein von Hanstedt in die Lohberge“ schleudere.[33] Sowohl bei der Darstellung des Riesen in Form der Plastik als auch bei der auf dem Gemeindewappen handelt es sich lediglich um eine stilisierte Darstellung der Untat des Riesen. Das Werkzeug des Riesen, also die Schleuder, die bei der Ausführung des Racheplans des Riesen zerbricht und die so zur eigentlichen Ursache für das Misslingen der beabsichtigten Zerstörung des Hanstedter Gotteshauses wird, bleibt dabei ausgespart.
- die Windmühle „in Form von in Ziegelstein gepflasterten Mühlenflügeln“[34];
- die Schmale Aue durch den im Zentrum des Platzes gelegenen Springbrunnen.[31]

### Gemeindepartnerschaften
Partnergemeinde von Hanstedt ist die ungarische Gemeinde Zomba. Die Partnerschaft besteht seit 2004.

## Wirtschaft und Infrastruktur

### Wirtschaft
Die Gemeinde Hanstedt wird geprägt von vielen mittelständischen Betrieben in den Bereichen Handwerk, Tourismus, Gastronomie und Dienstleistungen. Das Gewerbegebiet Auepark ist Sitz des Bauhofes der Samtgemeinde, des Recyclinghofes des Landkreises Harburg und verschiedener Gewerbe- und Handwerksbetriebe, z. B. Zimmereien, Sanitärbetrieb, Autowerkstätten,u.v.m.

## Kultur und Sehenswürdigkeiten

### Heide und Wald
In Hanstedt gibt es Heideflächen sowie Mischwälder. Die in Richtung Westsüdwest vom Hanstedter Ortskern gelegene Heidefläche Auf dem Töps ist Teil des Naturschutzgebietes Lüneburger Heide, ebenso das in Richtung Südsüdwest gelegene Waldgebiet Hanstedter Berge. Südlich des Töpses verlaufen die drei verschieden lange Routen des Hanstedter Wald- und Kulturpfades, der – auf seinem längsten Rundweg von ca. 4 km Länge – 16 Stationen umfasst und Einblicke in die Besonderheiten der Natur und Landschaft sowie auf menschliche Eingriffe gewährt. Der Startpunkt liegt unweit der Jahresbaumallee (An der Rodelbahn), die von der Jagdgenossenschaft Hanstedt gestiftet worden ist und in der die Bäumes des Jahres ab 1989 angepflanzt sind. Der längste Rundweg führt außerdem an einer weiteren Sehenswürdigkeit vorbei: dem Hextentanzplatz auf dem Faßenberg, der seinen Namen aus dem Volksmund hat.

#### Waldbad, Reitsport und Wildpark
Das nahe der Hanstedter Berge gelegene Waldbad und vielfältige reiterbezogene Aktivitäten prägen den Charakter des Dorfes.
Ein besonderer Anziehungspunkt ist der Wildpark Lüneburger Heide, der jährlich mehr als 200.000 Besucher hat. Der inhabergeführte Tierpark zeigt eine große Bandbreite heimischer Tierarten in ihrem natürlichen Lebensraum und beherbergt auch eine Falknerei sowie ein Schäferdorf mit verschiedenen Übernachtungsmöglichkeiten. 2019 öffnete direkt am Wildpark angrenzend der „Heidehimmel“ – ein barrierefreier Waldwipfelpfad mit Aussichtsturm, der eine Fernsicht bis in den Hamburger Hafen erlaubt.

#### Natur- und Kulturdenkmale

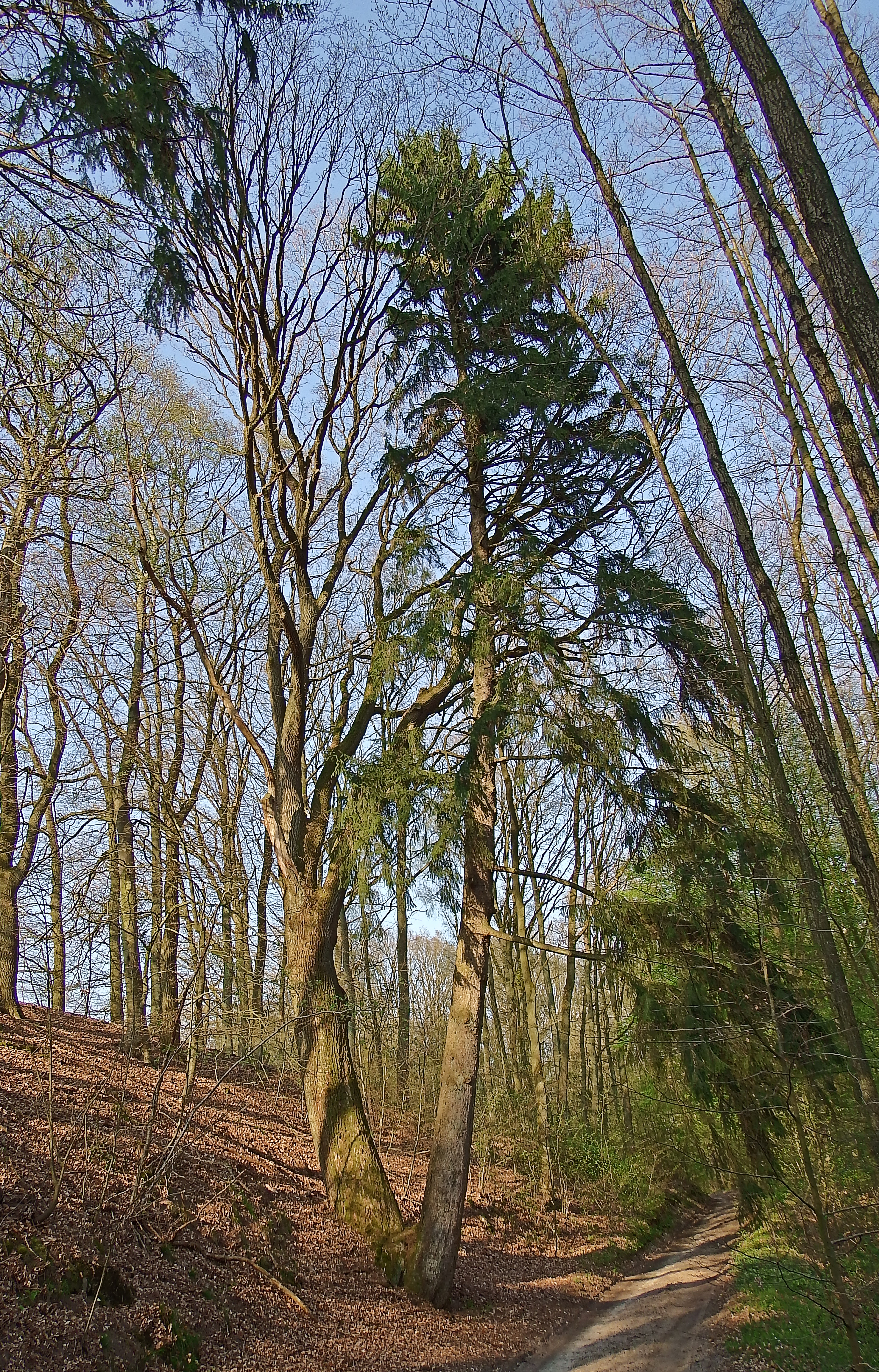
Naturdenkmal ND WL 00005 bei Nindorf: zusammengewachsene Stieleiche und Rottanne, genannt Ehepaar

Von den zwei in der Gemeinde gelegenen Naturdenkmalen existiert nur noch jenes, das auch das Wappenmotiv des Ortsteils Nindorf am Walde abgibt: Stieleiche und Rottanne, die zusammengewachsen sind (Nummer des Naturdenkmals: ND WL 00005). Das andere, ein Wacholder in Waldbadnähe auf dem ehemaligen Uhlenbuschgelände (Nummer des Naturdenkmals: ND WL 00004), wurde zu einem unbekannten Zeitpunkt zerstört (zur genauen Lage vgl. Liste der Naturdenkmale im Landkreis Harburg).
Als heute denkmalgeschützte Kulturdenkmale (Kleindenkmale) befinden sich historische Grenzsteine aus dem 18. Jahrhundert auf dem Gebiet der Gemeinde Hanstedt. Die damals im Verwaltungsbereich des Amtes Winsen situierten versteinten Grenzen stehen im Zusammenhang mit den forstwirtschaftlichen Reformen im damaligen Kurfürstentum Braunschweig-Lüneburg und wurden unter Georg II. sowie später unter seinem Nachfolger Georg III. bis zu seinem Tod im Jahr 1820 zur Kennzeichnung von Landesherrschaftlichen Waldbesitzverhältnissen und damit zur Markierung von Forstgrenzen gesetzt (siehe: Historische Grenzsteine im Gellerser Anfang zu den historischen Hintergründen). Zu nennen sind:
- die aufgrund ihres Standorts im Naturschutzgebiet Lüneburger Heide nicht zugänglichen, aber teilweise vom Wegenetz aus sichtbaren 15 historischen Grenzsteine, nördlich der westlichen Verlängerung der Straße Vor den Bergen am Fuße der bewaldeten Hanstedter Berge gelegen[42]. Laut Carsten Päper, der Mitte der 1980er-Jahre diese und andere Forstgrenzsteine im Landkreis Harburg kartiert hat, sei ein Rezess über diese Grenzziehung nicht bekannt.[41] Offenkundige Besonderheit dieser Steinsetzung ist das relativ kleine durch die Steine eingefasste Areal, bei dem es sich nicht nur heute überwiegend um Grünland handelt, das von Wald umgeben ist[43], sondern auch schon Blatt 71 der Kurhannoverschen Landesaufnahme, zwischen 1764 und 1784 aufgenommen, zeigt dies.[44] Das eingefasste Areal ist somit durch die versteinte Forstgrenze von dem ringsherum angrenzenden königlichen Wald getrennt worden. Die mit arabischen Ziffern nummerierte Steinreihe nimmt ihren Ausgang am südöstlichst gelegenen Stein mit der Nummer „1“ und verläuft im Uhrzeigersinn bis zum letzten Stein der Reihe mit der Nummer „15“[45];
- drei der historischen Grenzsteine im Toppenstedter Wald im heutigen Landschaftsschutzgebiet Garlstorfer Wald und weitere Umgebung des westlich gelegenen Grenzabschnitts; die anderen Steine dieser gegen den Uhrzeigersinn verlaufenden, ringförmigen Forstgrenze befinden sich auf dem Gebiet der Gemeinde Toppenstedt.[46][47] Der für diese Grenzziehung grundlegende Rezess stammt aus dem Jahre 1754 und berührt u. a. auch die historischen Grenzsteine im heutigen Garlstorfer Wald.[41][48] – im 18. Jahrhundert war auch der heutige Toppenstedter Wald dem damaligen Garlstorfer Wald zugehörig, dessen Ausdehnung nach Norden Anfang des 18. Jahrhunderts noch über den heutigen Toppenstedter Wald hinausging;[49]
- mehrere der historischen Grenzsteine im heutigen Garlstorfer Wald, zugehörig zum westlichen (südöstlich von Nindorf) und nördlichen Teil (südlich der L 216, entlang des von der L 216 Richtung Süden abgehenden Fastweges) der längsten, ringförmig verlaufenden Grenze im damaligen Garlstorfer Wald[50][41]

#### St.-Jakobi-Kirche

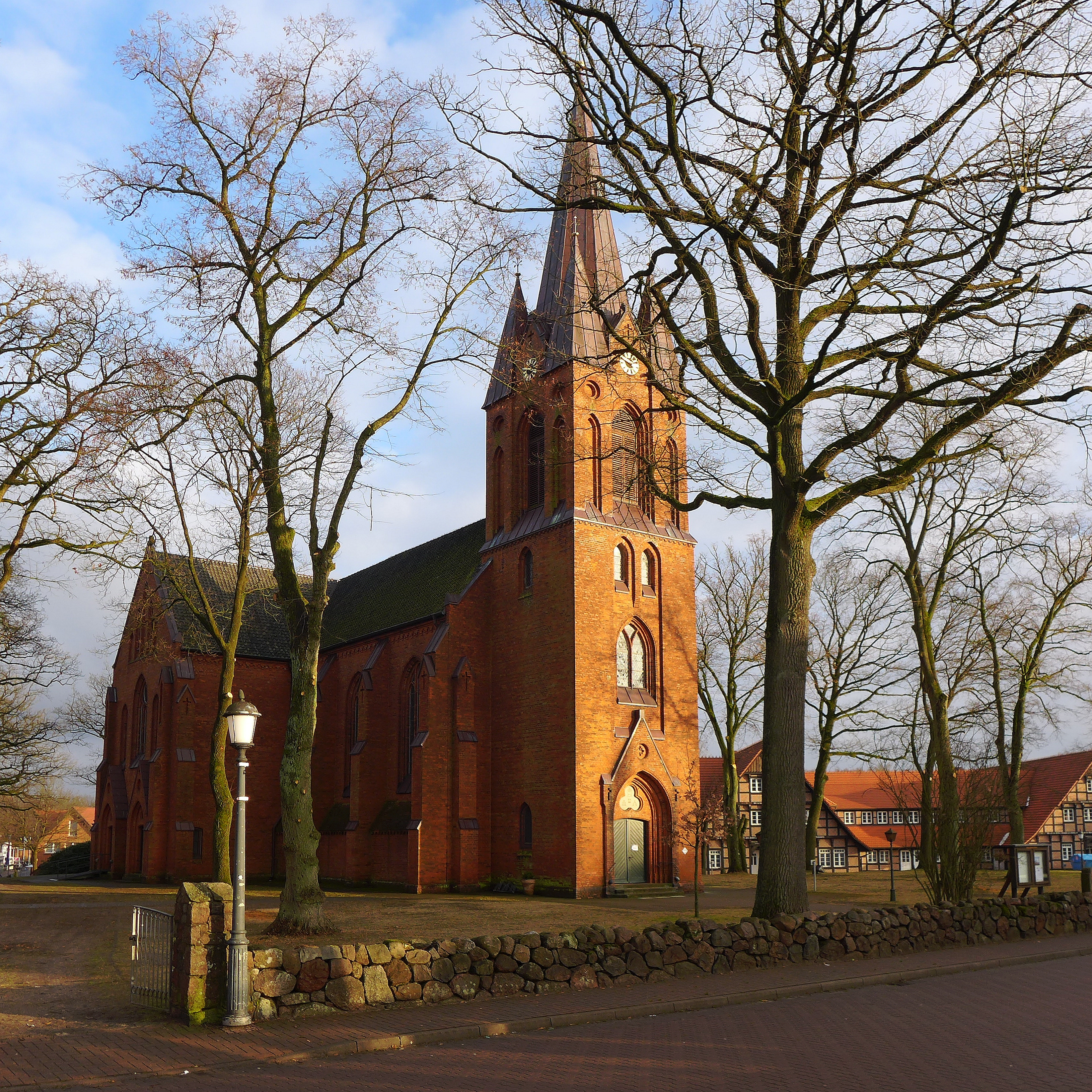
St.-Jakobi-Kirche in Hanstedt (Nordheide) – Ansicht aus Nordwest

Das Ortsbild im Dorfzentrum wird geprägt durch den nach Norden an den Hanstedter Platz angrenzenden Kirchhof mit der 1882 erbauten evangelisch-lutherischen St.-Jakobi-Kirche. Es handelt dabei sich um das zweite bekannte Kirchengebäude in Hanstedt seit der Gründung der selbstständigen Kirche im Jahre 1371. Bei der 1882 abgebrochenen Vorgängerkirche, von der nicht bekannt ist, wann sie erbaut wurde, handelte es sich um eine Feldsteinkirche, zu der ein separater Glockenturm aus Holz gehörte und die mit Ausmaßen von etwa 20 m Länge und einer Breite von 9 m etwa 100 Personen Platz bot. Bei der gegenwärtigen Kirche handelt es sich hingegen um eine „einschiffige neugotische Backsteinkirche mit Lang- und Querhaus“, die ca. 600 Personen Platz bietet. Ihr Kirchturm misst 36 m in der Höhe und ist weithin sichtbar.

### Verkehr
Zur Autobahn A 7 sind es etwa sieben Kilometer.
Hanstedt verfügt über keinen Eisenbahnanschluss. Der Ort ist jedoch mit Bus und Bahn erreichbar. Ab Hamburg-Hauptbahnhof fährt der Metronom (RE 4, RB 41) nach Buchholz, von wo über eine Buslinie Anschluss nach Hanstedt-Kirche besteht. Nach Stilllegung der Strecke Buchholz–Lüneburg und des damit für Hanstedt nahegelegenen Haltepunkts Brackel (b Lüneburg) (sieben Kilometer) im Jahre 1981, ist nun Büsenbachtal (elf Kilometer) an der sogenannten Heidebahn der nächstgelegene Haltepunkt. Viele Hanstedter nutzen die ebenfalls kurze Verbindung (15 Kilometer) zum Bahnhof Buchholz (Nordheide). Bahnreisende, die mit dem Bus nach Hanstedt fahren, nutzen gewöhnlich auch den Bahnhof Hamburg-Harburg. Die Samtgemeinde Hanstedt liegt im Bereich des Hamburger Verkehrsverbundes. Lüneburg ist mit einer Linie des Hamburger Verkehrsverbundes erreichbar.
Seit Dezember 2014 gibt es in der Samtgemeinde Hanstedt ein Anruf-Sammel-Taxi (AST). Es ergänzt den regionalen Busverkehr und kann nach einem festen Fahrplan bestellt werden.
In den Sommermonaten verkehrt regelmäßig der sogenannter Heideshuttle (Bus mit Fahrradanhänger), der Fahrgäste einschließlich ihrer Fahrrädern kostenfrei zu den Zielen rund um Hanstedt bringt.

### Öffentliche Einrichtungen
Im Ortskern Hanstedts nahe der St.-Jakobi-Kirche – hat die „Bökerstuuv“ im gemeindeeigenen „Küsterhaus“ ihren Sitz. Die Bücherei wurde von der örtlichen Bürgerstiftung eröffnet. Gelegentlich werden Lesungen angeboten. Das Küsterhaus bietet darüber hinaus Platz für private und öffentliche Veranstaltungen, den Tourismus- und Gewerbeverein sowie eine Außenstelle der Volkshochschule.
In der Dorfmitte befindet sich der „Alte Geidenhof“, in dem die Musikschule der Samtgemeinde Hanstedt und ein Kindergarten ihren Sitz haben. Im Gebäude gibt es einen Saal für größere Veranstaltungen im kulturellen Bereich und für Ratssitzungen. In der Remise ist ein Jugendtreff eingerichtet.
Das Rathaus der Samtgemeinde ist Anlaufpunkt für behördenbezogenen Angelegenheiten. Einige Angelegenheiten (z. B. Kfz-Anmeldungen) müssen in den nächstgrößeren Mittelzentren Winsen, Buchholz und Hittfeld erledigt werden.

### Bildung
Hanstedt hat ein Schulzentrum mit einer Grundschule und gleich benachbart eine weiterführende Oberschule (früher Haupt- und Realschule) für die Klassen 5–10.
Das DRK Hanstedt betreibt im Kernort Hanstedt zwei Krippen und zwei Kindergärten für Kinder von 1 bis 6 Jahren.
Die Musikschule Hanstedt unterrichtet mit etwa 20 Lehrern fast 600 Schüler in allen Orten der Samtgemeinde.
Das Kunsthaus Seelenmeyer in der Ollsener Straße in Hanstedt bildet Künstler aus.
Das Genossenschaftliche Archiv in Hanstedt dokumentiert die Geschichte der Genossenschaften in den niedersächsischen Landkreisen Harburg, Lüneburg und Heidekreis.

### Kunst und Literatur
Der Maler Henry Gundlach, 1884 in Südafrika geboren, lebte von 1939 bis zu seinem Tod im Jahre 1964 in Hanstedt und wurde als Heidemaler bekannt. Einiger seiner Werke sind in Privatbesitz (z. B. im Hotel Sellhorn und im Restaurant Heidepeter) in Hanstedt zu sehen. Der Weg zur Töpsheide wurde nach ihm benannt.
Der Bildhauer Max Schegulla (1918–2008) hatte sein Atelier im benachbarten Dierkshausen. Seine Werke sind an vielen Stellen des Dorfes präsent, dazu gehören der Riesen Bruns in der Dorfmitte, die Ziege für die Grundschule wie auch der Widder vor dem Rathaus. In der Hanstedter St.-Jakobi-Kirche ist ein Holzrelief mit der Taufe Jesu von ihm zu besichtigen.
Der zeitgenössische Buchautor Claus-Peter Lieckfeld ist in Hanstedt geboren und hat hier noch heute einen Zweitwohnsitz.

## Persönlichkeiten
- Emil Stutzer (1854–unbekannt), Rektor des Görlitzer Gymnasiums Augustum, geheimer Studienrat, Professor und Schriftsteller
- Heidi Mahler (* 1944), Volksschauspielerin und Hörspielsprecherin geboren in Weihe
- Jörn Ipsen (* 1944), Jurist und Universitätsprofessor, Präsident des Niedersächsischen Staatsgerichtshofs, geboren in Weihe